# Stenalia inconstans
Stenalia inconstans is een keversoort uit de familie spartelkevers (Mordellidae). De wetenschappelijke naam van de soort is voor het eerst geldig gepubliceerd in 1871 door Fåhraeus.